# أزوبيكي إيغويكوي
 أزوبيكي إيغويكوي (Azubuike Egwuekwe) (و.16 يوليو 1989)، هو لاعب كرة قدم نيجيري في مركز مدافع.

## روابط خارجية
- أزوبيكي إيغويكوي على موقع الاتحاد الدولي (مؤرشف)  (الإنجليزية)
- أزوبيكي إيغويكوي على موقع قاعدة بيانات كرة القدم.إي يو (الإنجليزية)
- أزوبيكي إيغويكوي على موقع ناشيونال فوتبول تيمز (الإنجليزية)
- أزوبيكي إيغويكوي على موقع Soccerway.com (الإنجليزية)
- أزوبيكي إيغويكوي على موقع AS.com (الإسبانية)

أزوبيكي إيغويكوي على فرق كرة القدم الوطنية.كوم